# 赫驴
赫驴（13世纪—1320年），元朝大臣，又作黑驴，元英宗时中书平章政事。
元仁宗延祐末年，担任江浙行省左丞相。延祐七年（1320年），元仁宗驾崩，元英宗即位，二月壬子，浙江行省左丞相赫驴为中书省平章政事。五月戊戌，因人告发他和岭北行省平章政事阿散、御史大夫脱忒哈、徽政院使失列门等与赫驴母亦列失八等人计划废黜元英宗，于是被处死。